# The Georgia Satellites
Die Georgia Satellites sind eine aus Georgia kommende US-amerikanische Rockband, die 1986 ihren größten Hit mit Keep Your Hands to Yourself hatte.

## Diskografie

### Alben
| Jahr | Titel                            | Höchstplatzierung, Gesamtwochen, AuszeichnungChartplatzierungen (Jahr, Titel, Platzierungen, Wochen, Auszeichnungen, Anmerkungen) | Höchstplatzierung, Gesamtwochen, AuszeichnungChartplatzierungen (Jahr, Titel, Platzierungen, Wochen, Auszeichnungen, Anmerkungen) | Höchstplatzierung, Gesamtwochen, AuszeichnungChartplatzierungen (Jahr, Titel, Platzierungen, Wochen, Auszeichnungen, Anmerkungen) | Anmerkungen |
| Jahr | Titel                            | CH | UK | US | Anmerkungen |
| ---- | -------------------------------- | --- | --- | --- | ----------- |
| 1986 | Georgia Satellites               | CH26 (1 Wo.)CH | UK52 (7 Wo.)UK | US5 Gold · (42 Wo.)US |             |
| 1988 | Open All Night                   | CH34 (1 Wo.)CH | UK39 (2 Wo.)UK | US77 (13 Wo.)US |             |
| 1989 | In the Land of Salvation and Sin | — | — | US130 (13 Wo.)US |             |

Weitere Alben
- Keep the Faith (1985)
- Never Stop Rockin’ (1989; nur Japan)
- Let It Rock: The Best of the Georgia Satellites (1993)
- Shaken Not Stirred (1997)

Das Kurzalbum Keep the Faith entstand 1985 und beinhaltet sechs Songs. (Gründungsmitglieder: Dan Baird und Rick Richards) Bei diesem Album spielen Dave Hewitt den Bass und Randy Richards die Drums.
Das erste Album Georgia Satellites war das erfolgreichste mit den Titeln Keep Your Hands to Yourself, Battleship Chains, Can't Stand the Pain und Railroad Steel.

### Singles
| Jahr | Titel Album                                                     | Höchstplatzierung, Gesamtwochen, AuszeichnungChartplatzierungen (Jahr, Titel, Album, Platzierungen, Wochen, Auszeichnungen, Anmerkungen) | Höchstplatzierung, Gesamtwochen, AuszeichnungChartplatzierungen (Jahr, Titel, Album, Platzierungen, Wochen, Auszeichnungen, Anmerkungen) | Anmerkungen |
| Jahr | Titel Album                                                     | UK | US | Anmerkungen |
| ---- | --------------------------------------------------------------- | --- | --- | ----------- |
| 1986 | Keep Your Hands To Yourself Keep The Faith / Georgia Satellites | UK69 (1 Wo.)UK | US2 (20 Wo.)US |             |
| 1987 | Battleship Chains Georgia Satellites                            | UK44 (4 Wo.)UK | US86 (5 Wo.)US |             |
| 1988 | Hippy Hippy Shake                                               | UK63 (3 Wo.)UK | US45 (14 Wo.)US |             |

## Bandmitglieder
- Dan Baird – Gitarre, Gesang
- Mauro Magellan – Schlagzeug
- Rick Price – Bass
- Rick Richards – Gitarre

Dan Baird verfolgte mit zwei Alben eine Solokarriere, bevor er sich mit Eric Ambel, Keith Christopher und Terry Anderson zu den YAYHOOS zusammenschloss.
Dan Baird tourt regelmäßig in Europa (Heart of the Georgia Satellites/ Dan Baird & Friends/ Dan Baird & Homemade Sin).